# Wenn die Sonne wieder scheint
Wenn die Sonne wieder scheint (Alternativtitel: Der Flachsacker) ist ein deutsch-belgischer Spielfilm in Schwarzweiß aus dem Jahr 1943 von Boleslav Barlog. Die Hauptrollen sind mit Paul Wegener, Paul Klinger, Bruni Löbel und Maria Koppenhöfer besetzt. Das Drehbuch verfassten Konrad Beste und Philipp Lothar Mayring. Es beruht auf dem Roman „Der Flachsacker“ des flämischen Schriftstellers Stijn Streuvels, der in dem Film auch eine kleine Rolle spielt.
Uraufgeführt wurde der Film am 4. Juni 1943. Die Berliner Erstaufführung erfolgte am 3. September 1943 im West-Palast in Berlin.

## Handlung
Der Termöhlen-Bauer vereinigt in seinem kantigen Schädel lange Lebenserfahrung und hochmütige Dickköpfigkeit in gleichem Maße. Er ist unumschränkter Gebieter in seinem vom Flachsanbau getragenen Hof, irgendwo in der Region Flandern in Belgien. Die übrigen Bauern im Dorf hören auf die Empfehlungen seines von der Landwirtschaftsschule heimgekehrten Sohnes Ludwig; Termöhlen selbst empfindet jeden Ratschlag als Kränkung. Er lässt zu spät und auf zu nassem Boden säen. Dass er überhaupt mit einem Ertrag rechnen kann, verdankt er nur seinem Jungen, der aus dem Ausland hochwertiges Saatgut hatte kommen lassen.
Auch des Sohnes Liebschaft mit der Magd Rieneke, genannt „Schellebelle“, duldet Termöhlen nicht. Als aber bei einer Abwesenheit des Alten sich sein Sohn aus Witterungsgründen das durch die Tradition geheiligte Recht des Bauern anmaßt, den Tag der Flachsernte zu bestimmen, gerät Termöhlen nach seiner Rückkehr dermaßen außer sich, dass er Ludwig mit einem Knüppel niederschlägt. Der Zorn des Alten gründet zudem darauf, dass sein Sohn sich nicht an seine Anweisung gehalten hat, sich mit der Nachbarstochter Adriane zusammenzutun und stattdessen weiter mit Schellebelle zusammen ist. Als er zur Besinnung kommt, ist es zu spät, Ludwig schwebt zwischen Leben und Tod. Tagelang verharrt Termöhlen stumm am Krankenbett seines Sohnes. Eine Zeit des Bangens beginnt, die den alten selbstherrlichen Bauern zermürbt, und ihn seine Tat bitter bereuen lässt.
Als Ludwigs Zustand sich langsam bessert, hat Termöhlen nicht mehr gegen Schellebelle einzuwenden und akzeptiert auch, dass die Entscheidungen seines Sohnes gut und richtig sind.

## Produktionsnotizen
Produktionsfirma war die Terra Filmkunst GmbH (Berlin), Herstellungsgruppe Viktor von Struve. Gedreht wurde der Film vom 13. Juli bis in den Monat August 1942 während der Besatzungszeit durch die Deutschen in der Gegend um Kortrijk; er wurde auch in Belgien ein Zuschauererfolg. Kurt Herlth, Karl Lipka und Robert Herlth (Außenbauten) trugen die Verantwortung für die Filmbauten. Der Erstverleih  erfolgte durch die Deutsche Filmvertriebs GmbH (DFV) Berlin.
Im Programm von Bayern 3 war der Film am 8. Mai 1983 erstmals im Fernsehen zu sehen.

## Kritik
Der Evangelische Film-Beobachter fasste seine Meinung 24 Jahre nach der Entstehung des Werkes so zusammen: „Ältere Verfilmung eines Bauernromans […]. Eine ganze Reihe von Gesichtspunkten, die u. a. mit der Entstehung des Werkes in der NS-Zeit zusammenhängen, machen den Film für Interessierte sehenswert, abgesehen davon, daß er auch rein künstlerisch über dem meisten von dem steht, was heute im Kino geboten wird.“
Eine nicht ganz so gute Meinung von dem Werk hat dagegen das Lexikon des internationalen Films. Es zog folgendes Fazit: „Ein mit bedeutenden Schauspielern den Nazivorstellungen über «Blut und Boden» entgegenkommender Landfilm. Kultivierte Regieleistung.“ Das Fazit der Onlineausgabe Zweitausendeins.de las sich folgendermaßen: „Eine ausdrucksstarke Verfilmung des flämischen Romans von Streuvels. Zwar kann der Film nicht seine Nähe zur ‚Blut- und Boden‘-Politik des Dritten Reiches verleugnen, artet aber nie in propagandistische Ideologien aus. Dank des herausragenden Hauptdarstellers – Paul Wegener war bereits 70 Jahre alt – und der sorgfältigen Inszenierung eine beachtenswerte melodramatische Unterhaltung.“
Der Kritiker und Autor Karlheinz Wendtland befand: „Eine Prachtrolle für Wegener als zunächst aufbrausender, später aber Reue zeigender Altbauer.“ Weiter widersprach er der Auffassung des Lexikons des internationalen Films und schrieb: „Wenn dieser Film auch auf dem Lande spielt, ist es kein ‚Blut und Boden‘-Thema. Der Flame Stijn Streuvels (1871–1969) […] bevorzugt mehr ins Tragische zugespitzte Generationskonflikte. Hier stoßen zwei Welten, zwei Meinungen elementar aufeinander.“